# Donacià de Roma
Donacià de Roma o Donacià màrtir, també anomenat en italià San Donaziano és un cos sant venerat a la Catedral de l'Alguer.
És un dels cossos exhumats de les catacumbes de Roma, quan es pensaven que eren cementiris exclusius de màrtirs dels primers temps del cristianisme. En algunes estampes antigues, consta que prové de la catacomba Ciriaca. El 1845, el cardenal Costantino Patrizi donà la relíquia a Carlino Garibaldo, mercader ligur, que el portà a l'oratori privat del seu palau de la Plaça Cívica de l'Alguer. Hi restà fins que els hereus el donaren al bisbat el 1913: llavors fou traslladat a la catedral, on és ara.
Es venera a la capella de l'Esperit Sant, sota l'altar. Com és habitual en aquest tipus de relíquies, les restes estan cobertes per una figura de cera vestida amb túnica brodada, representant un jove romà adormit. Al costat té una ampolleta amb sang.